# The Paths of King Nikola 2009
The Paths of King Nikola 2009, quindicesima edizione della corsa, valida come evento del circuito UCI Europe Tour 2009 categoria 2.2, si svolse in quattro tappe dal 25 al 28 marzo 2009 con partenza ed arrivo a Cettigne per un percorso totale di 656 km. Fu vinta dal croato Radoslav Rogina, che terminò la gara in 16 ore 54 minuti e 5 secondi alla media di 38,81 km/h.
Al traguardo finale di Cettigne 78 ciclisti conclusero la gara.

## Tappe
| Tappa  | Data     | Percorso               | km  | Vincitore di tappa | Leader cl. generale |
| ------ | -------- | ---------------------- | --- | ------------------ | ------------------- |
| 1ª     | 25 marzo | Cettigne > Herceg Novi | 179 | Radoslav Rogina    | Radoslav Rogina     |
| 2ª     | 26 marzo | Risano > Nikšić        | 196 | Vladimir Kerkez    | Radoslav Rogina     |
| 3ª     | 27 marzo | Nikšić > Antivari      | 149 | Maztej Stare       | Radoslav Rogina     |
| 4ª     | 28 marzo | Antivari > Cettigne    | 132 | Bostjan Rezman     | Radoslav Rogina     |
| Totale | Totale   | Totale                 | 656 |                    |                     |

## Squadre partecipanti
| N. | Cod. | Squadra                     |
| -- | ---- | --------------------------- |
|    | PER  | Perutnina Ptuj              |
|    | LOB  | Loborika Favorit Team       |
|    | MOW  | Moscow Cycling Team         |
|    | DUK  | Kemo-Dukla Trenčín          |
|    | RAR  | Radenska kd financial point |
|    | SAK  | Sava                        |
|    |      | Hemus-1896-Troyan           |
|    | CCB  | Cycling Club Bourgas        |
|    |      | Koga-Creditforce            |
|    | TKT  | Heraklion-Nessebar          |

| N. | Cod. | Squadra                        |
| -- | ---- | ------------------------------ |
|    | BLM  | Betonexpressz 2000-Limonta     |
|    |      | BRP                            |
|    |      | Puris Kamen                    |
|    |      | Midi Center-Rui ter Wielerteam |
|    | CDU  | Cinelli-Down Under             |
|    |      | Nessett CK Elite               |
|    | SPT  | SP Tableware-Gatsoulis Bikes   |
|    |      | Profiline                      |
|    | KAZ  | Kazakistan                     |
|    | SRB  | Serbia                         |

## Dettagli delle tappe

### 1ª tappa
- 25 marzo: Cettigne > Herceg Novi – 179 km

Risultati
| Pos. | Corridore         | Squadra       | Tempo    |
| ---- | ----------------- | ------------- | -------- |
| 1    | Radoslav Rogina   | Loborika      | 4h10'32" |
| 2    | Sergej Kolesnikov | Moscow        | s.t.     |
| 3    | Peter Sagan       | Dukla Trencin | s.t.     |

| Pos. | Corridore         | Squadra       | Tempo    |
| ---- | ----------------- | ------------- | -------- |
| 1    | Radoslav Rogina   | Loborika      | 4h10'17" |
| 2    | Sergej Kolesnikov | Moscow        | a 9"     |
| 3    | Peter Sagan       | Dukla Trencin | a 10"    |

### 2ª tappa
- 26 marzo: Risano > Nikšić – 196 km

Risultati
| Pos. | Corridore       | Squadra        | Tempo    |
| ---- | --------------- | -------------- | -------- |
| 1    | Vladimir Kerkez | Sava           | 5h06'56" |
| 2    | Pavel Chumanov  | Hemus 1896     | s.t.     |
| 3    | Andrej Omulec   | Perutnina Ptuj | s.t.     |

| Pos. | Corridore         | Squadra       | Tempo    |
| ---- | ----------------- | ------------- | -------- |
| 1    | Radoslav Rogina   | Loborika      | 9h20'03" |
| 2    | Sergej Kolesnikov | Moscow        | a 9"     |
| 3    | Peter Sagan       | Dukla Trencin | a 10"    |

### 3ª tappa
- 27 marzo: Nikšić > Antivari – 149 km

Risultati
| Pos. | Corridore       | Squadra       | Tempo    |
| ---- | --------------- | ------------- | -------- |
| 1    | Maztej Stare    | Sava          | 4h31'53" |
| 2    | Bart van Haaren | Koga          | s.t.     |
| 3    | Juraj Sagan     | Dukla Trencin | s.t.     |

| Pos. | Corridore         | Squadra       | Tempo     |
| ---- | ----------------- | ------------- | --------- |
| 1    | Radoslav Rogina   | Loborika      | 13h53'16" |
| 2    | Peter Sagan       | Dukla Trencin | a 9"      |
| 3    | Sergej Kolesnikov | Moscow        | a 11"     |

### 4ª tappa
- 28 marzo: Antivari > Cettigne – 132 km

Risultati
| Pos. | Corridore       | Squadra    | Tempo    |
| ---- | --------------- | ---------- | -------- |
| 1    | Bostjan Rezman  | Radenska   | 4h10'59" |
| 2    | Dmitrij Gruzdev | Kazakistan | a 29"    |
| 3    | Maztej Stare    | Sava       | a 1'22"  |

| Pos. | Corridore         | Squadra       | Tempo     |
| ---- | ----------------- | ------------- | --------- |
| 1    | Radoslav Rogina   | Loborika      | 16h54'05" |
| 2    | Peter Sagan       | Dukla Trencin | a 9"      |
| 3    | Sergej Kolesnikov | Moscow        | a 11"     |

## Classifiche finali

### Classifica generale
| Pos. | Corridore              | Squadra       | Tempo     |
| ---- | ---------------------- | ------------- | --------- |
| 1    | Radoslav Rogina        | Loborika      | 16h54'05" |
| 2    | Peter Sagan            | Dukla Trencin | a 9"      |
| 3    | Sergej Kolesnikov      | Moscow        | a 11"     |
| 4    | Mitja Mahorič          | Radenska      | a 12"     |
| 5    | Gašper Švab            | Sava          | a 17"     |
| 6    | Hrvoje Miholjević      | Loborika      | s.t.      |
| 7    | Alexander Schuschemoin | Kazakistan    | a 33"     |
| 8    | Boštjan Rezman         | Radenska      | a 2'01"   |
| 9    | Vladimir Kerkez        | Sava          | a 3'21"   |
| 10   | Pavel Chumanov         | Hemus 1896    | a 3'26"   |

### Classifica a punti
| Pos. | Corridore       | Squadra       | Punti |
| ---- | --------------- | ------------- | ----- |
| 1    | Matej Stare     | Sava          | 51    |
| 2    | Radoslav Rogina | Loborika      | 46    |
| 3    | Peter Sagan     | Dukla Trencin | 40    |
| 4    | Vladimir Kerkez | Sava          | 36    |
| 5    | Mitja Mahorič   | Radenska      | 33    |

### Classifica scalatori
| Pos. | Corridore       | Squadra    | Punti |
| ---- | --------------- | ---------- | ----- |
| 1    | Vladimir Kerkez | Sava       | 26    |
| 2    | Matej Stare     | Sava       | 24    |
| 3    | Boštjan Rezman  | Radenska   | 16    |
| 4    | Mitja Mahorič   | Radenska   | 13    |
| 5    | Nazar Jumabekov | Kazakistan | 11    |

### Classifica a squadre
| Pos. | Squadra                    | Tempo     |
| ---- | -------------------------- | --------- |
| 1    | Sava                       | 50h48'36" |
| 2    | Kazakistan                 | a 4'25"   |
| 3    | Loborika Favorit Team      | a 5'36"   |
| 4    | Radenska-Kd Financial Team | a 5'38"   |
| 5    | Moscow Cycling Team        | a 6'16"   |